# 拾遺和歌集
『拾遺和歌集』（しゅういわかしゅう）は、『古今和歌集』『後撰和歌集』に次ぐ第三番目の勅撰和歌集で、いわゆる「三代集」の最後にあたる。一条天皇の代、寛弘2年（1005年）から寬弘4年の間の成立か。

## 概要
古来、花山院の親撰もしくは花山院が藤原長能・源道済に撰進させたといわれてきたが、確証はない。花山天皇が譲位した後、和歌趣味によって編まれた歌集であり、勅撰集としての手続きなどは疎かにされた。そのため、藤原公任撰と言われる私撰集『拾遺抄』がむしろ勅撰集として扱われた。『拾遺和歌集』が勅撰集として認知されるのは、藤原定家『三代集之間事』以降である。
成立事情が曖昧であり、古くは『拾遺和歌集』を精選したものが『拾遺抄』と位置づけられていたが、この説が塙保己一によって否定され、両作の比較検討から『拾遺抄』を増補して『拾遺和歌集』が成立したことが確実となった。諸本としては、『拾遺抄』から異本『拾遺和歌集』が生まれ、さらに流布本『拾遺和歌集』が生まれたと推定される。
流布本によれば、歌数は1351首、部立は春・夏・秋・冬・賀・別・物名・雑（上・下）・神楽歌・恋（5巻）・雑春・雑秋・雑賀・雑恋・哀傷の計20巻から成る。雑春・雑秋・雑恋・哀傷といった特異な部立ては、『拾遺抄』の雑の部立てを細分化したためである。
「拾遺」の名は前代の勅撰集に漏れた秀歌を拾い集める意である。収められた歌人は、紀貫之（113首）・柿本人麻呂（104首）・大中臣能宣（59首）・清原元輔（46首）・平兼盛（38首）などで、『万葉集』や『後撰和歌集』の時代の歌人が高く評価されている。また、藤原輔相・藤原順・藤原好忠など独特な歌風を持つ人物や、和泉式部・斎宮女御・藤原道綱母・藤原公任などの当代歌人も登場する。
『拾遺集』は当時の歌壇の流れに乗った平明優美な歌風で、賀歌・屏風歌・歌合など晴れの歌が多い。特に恋歌が優れており、小倉百人一首に8首採られている。

## 校注文献
- 『八代集2　拾遺和歌集 後拾遺和歌集』 奥村恒哉校注、平凡社〈東洋文庫〉、1986年、ワイド版2008年
- 『拾遺和歌集　新日本古典文学大系7』 小町谷照彦校注、岩波書店、1990年
- 『拾遺和歌集　和歌文学大系32』 増田繁夫注解、明治書院、2017年

### 文庫判
- 『拾遺和歌集』 小町谷照彦、倉田実校注、岩波文庫、2021年 - 上記を新訂
- 『拾遺和歌集　ビギナーズ・クラシックス 日本の古典』 川村裕子編・解説、角川ソフィア文庫、2023年